# رولف میلسر
رولف میلسر (انگلیسی: Rolf Milser؛ زادهٔ ۲۸ ژوئن ۱۹۵۱) وزنه‌بردار اهل آلمان بود.
وی همچنین برندهٔ جوایزی همچون برگ بوی نقره‌ای شده‌است.
وی در مسابقات کشوری و بین‌المللی در مجموع برندهٔ ۳ مدال طلا، ۲ مدال نقره، ۱ مدال برنز شده‌است.